# Danny Carvajal
Dany Gabriel Carvajal Rodríguez (San Ramón, 8 de janeiro de 1989) é um futebolista Costarriquenho que atua como goleiro. Atualmente defende o Albacete.